# Homocistinuria
La homocistinuria clásica, conocida también como deficiencia de cistationina beta sintasa o deficiencia de CBS, es una enfermedad hereditaria del metabolismo del aminoácido metionina, que a menudo involucra un defecto en la enzima cistationina beta sintasa. Es una enfermedad hereditaria que se expresa con un patrón de herencia autosómico recesivo, lo que significa que un niño debe heredar una copia defectuosa del gen que codifica para esta enzima de ambos padres para manifestar la enfermedad.

## Signos y síntomas

La Homocistinuria se transmite con un patrón autosómico recesivo

Este defecto conduce a un trastorno multisistémico del tejido conectivo, músculos, sistema nervioso central (SNC), y sistema cardiovascular. La homocistinuria representa a un grupo de desórdenes metabólicos caracterizado por la acumulación del aminoácido homocisteína en el plasma sanguíneo, y un aumento en la excreción de homocisteína en la orina. Los niños aparentan ser normales, y cualquier síntoma temprano, si se hace presente, suele ser inespecífico y vago.
Entre los signos y síntomas que pueden ser vistos se incluyen los siguientes:
- Historia familiar de homocistinuria.[2]
- Rubor sobre las mejillas
- Musculoesqueléticas
  - Contextura alta y delgada, que semeja al síndrome de Marfan[1]
  - Extremidades de gran tamaño (dolicostenomelia)
  - Pies con arco alto (pie cavo)
  - Rodillas con tendencia a tocarse entre sí (genu valgo)
  - Tórax en embudo y tórax en quilla
  - Osteopenia y osteoporosis.[3]
- Discapacidad intelectual
- Convulsiones
- Enfermedades psiquiátricas
- Anormalidades oculares:
  - Ectopia lentis – en contraste con el síndrome de Marfan que suele presentar una ectopia lentis ascendente, la dislocación descendente es un hallazgo típico en la homocistinuria[4] o subluxación de cristalino
  - Miopía
  - Glaucoma
  - Atrofia óptica
  - Desprendimiento de retina[5]
  - Cataratas
- Enfermedades vasculares
  - Formación extensa de ateroma a corta edad que puede afectar muchas arterias, aunque no las coronarias
  - Trombosis intravascular

## Diagnóstico de laboratorio
El término homocistinuria describe un aumento en la excreción en orina del aminoácido tiol conocido como homocisteína, (e incidentalmente un aumento concomitante de su concentración en el plasma sanguíneo). El origen de este aumento puede ser uno de varios factores metabólicos, de los cuales la deficiencia de CBS es solo uno. Otros factores incluyen defectos en el mecanismo de remetilación (defectos de cobalamina, deficiencia de metionina sintasa, deficiencias en la MTHFR y de algunas vitaminas (B12 (cobalamina); B9 (folatos); B2 (riboflavina); B6 (piridoxal fosfato)). A la luz de esta información hace falta un enfoque combinado de laboratorio para alcanzar un diagnóstico diferencial.
La deficiencia de CBS puede ser diagnosticada por bioquímica metabólica de rutina. En primera instancia, el análisis de plasma u orina muestra con frecuencia una elevación de los niveles de metionina, y la presencia de homocisteína. Muchos programas de screening neonatal incluyen a la metionina como metabolito. El trastorno puede ser distinguido de los defectos de la remetilación (por ejemplo deficiencias en la MTHFR, metionina sintasa y cobalamina) en lugar de una concentración elevada de metionina. Adicionalmente, un análisis de ácidos orgánicos o la determinación cuantitativa de ácido metilmalónico puede ayudar a excluir deficiencias o defectos de vitamina B12 brindando un diagnóstico diferencial.
El análisis de laboratorio de la propia homocisteína puede ser complicado debido a que la mayor parte de la homocisteína (posiblemente más del 85 %) se encuentra unida a otros aminoácidos tipo tiol y a proteínas en la forma de disulfuros (por ejemplo a cisteína, en enlaces cistina-homocistina, u homocisteína en enlaces homocistina-homocistina). Debido a que se trata de un proceso en equilibrio, la proporción de homocisteína libre es variable. El verdadero valor de la homocisteína total (libre + unida) es útil para confirmar el diagnóstico y particularmente para monitorear la eficacia del tratamiento. Con este fin es procedente llevar a cabo un análisis de homocisteína total en la cual los enlaces disulfuro sean sometidos a un proceso de reducción previo al análisis, el cual se lleva a cabo tradicionalmente por HPLC luego de derivatización con un agente fluorescente, brindando de esta forma un reflejo verdadero de la cantidad de homocisteína presente en plasma.

## Tratamiento
No se ha descubierto una cura específica para la homocistinuria; sin embargo mucha gente es tratada haciendo uso de grandes dosis de vitamina B6 (también conocida como piridoxina). Un poco menos del 50 % de los pacientes responden a este tratamiento y requieren de tomar un suplemento de vitamina B6 por el resto de sus vidas. Aquellos pacientes que no responden a este tratamiento, requieren de una dieta especial baja en aminoácidos azufrados, con especial atención a la cantidad de metionina, y la mayor parte requiere de tratamiento con trimetilglicina. Un suplemento con una dosis normal de ácido fólico y añadir cisteína a la dieta puede resultar de utilidad, ya que el glutatión se sintetiza a partir de la cisteína (por lo que añadir cisteína a la dieta puede ser importante para reducir el estrés oxidativo).
Se utiliza betaína (N,N,N-trimetilglicina) para reducir la concentración de homocisteína promoviendo la conversión de homocisteína en metionina, aumentando el flujo a través de la ruta de la remetilación independiente de los derivados de folato (la cual es activa principalmente en el hígado y en los riñones). La metionina resintetizada luego es gradualmente removida de la circulación general, al ser incorporada a las proteínas del organismo. La metionina que no se convierte en proteínas se convierte en S-adenosil-metionina la cual se convierte nuevamente en homocisteína. Por lo tanto, la betaína es efectiva sólo si la cantidad de metionina que va a ser removida es pequeña. Razón por la cual el tratamiento incluye ambos enfoques, betaína y una dieta baja en metionina. En la homocistinuria clásica (CBS, o deficiencia de cistationina beta sintasa), los niveles plasmáticos de metionina aumentan por encima del rango normal de 30 micromoles/L y se debe monitorear estos niveles ya que se pueden alcanzar niveles potencialmente tóxicos mayores a los 400 micromoles/L.

### Dieta recomendada
Para esta enfermedad se recomienda una dieta baja en proteínas, la cual requiere de productos alimenticios con bajo contenido en algunos tipos de aminoácidos, tales como por ejemplo de metionina.[cita requerida]

## Pronóstico
La expectativa de vida de los pacientes con homocistinuria es menor a la media si la enfermedad no se trata. Se sabe que antes de los 30 años casi un cuarto de los pacientes sin tratamiento fallecen a causa de complicaciones trombóticas, tales como por ejemplo el infarto de miocardio.[cita requerida]

## En la historia y la cultura
Una teoría sugiere que Akenatón, un faraón de la decimoctava dinastía de Egipto, podría haber sufrido de homocistinuria.